# Maestra (serie televisiva)
Maestra (마에스트라?, Ma-eseuteuraLR, titolo internazionale Maestra: Strings of Truth) è una serie televisiva sudcoreana con Lee Young-ae, Lee Moo-saeng, Kim Young-jae e Hwang Bo-reum-byeol. Basata sulla serie TV francese Philharmonia, parla della lotta e della crescita di uno dei pochi direttori d'orchestra donna al mondo. È andata in onda su TVN dal 9 dicembre 2023 al 14 gennaio 2024, mentre è disponibile per lo streaming su TVING in Corea del Sud e su Disney+ in alcune regioni.

## Trama
Cha Se-eum, una ex violinista diventata direttore d'orchestra, nasconde un pericoloso segreto. Nel frattempo, all'interno della sua orchestra si verificano casi misteriosi.

## Episodi
| Stagione       | Episodi | Prima TV originale |
| -------------- | ------- | ------------------ |
| Prima stagione | 12      | 2023-2024          |